# Stadia (Karien)
Stadia (altgriechisch Σταδία) war eine antike Stadt in der kleinasiatischen Landschaft Karien im Südwesten der Türkei, wohl an der Stelle der heutigen türkischen Stadt Datça.
Stadia hing eng mit dem benachbarten, bedeutenderen Knidos zusammen. Eventuell trug die Stadt zeitweilig auch den Namen Pegusa. Über die Geschichte der Stadt ist kaum etwas bekannt. In byzantinischer Zeit im Jahr 787 ist sie als Sitz eines Bischofs bezeugt. Auf das Bistum geht das Titularbistum Stadia der römisch-katholischen Kirche zurück.